# کریستیانا دل‌آنا
کریستیانا دل‌آنا (ایتالیایی: Cristiana Dell'Anna؛ ۲۴ اوت ۱۹۸۵) بازیگر سینما و تلویزیون اهل ایتالیا است.
از فیلم‌ها یا مجموعه‌های تلویزیونی که وی در آن‌ها نقش داشته‌است، می‌توان به گومورا، جایی در آفتاب و آقای سعادت اشاره نمود.